# Ясновидящий (фильм, 1982)
«Ясновидящая» (англ. The Clairvoyant) — фильм режиссёра Арманда Мастроянни. Фильм также известен под названием «Час убийцы» (англ. The Killing Hour).
Слоган — «Beyond the five senses lies a sixth. To possess it is to see the unseen. If she sees you…you’re dead.»

## Сюжет
Полицейский Ларри Викс занимается расследованием серии кровавых убийств в Нью-Йорке. Все жертвы найдены в наручниках. В телешоу своего друга Пола МакКормака он рассказывает всему городу о преступнике. Девушка по имени Вирна услышав эту информацию, решает пойти в полицию, чтобы помочь поймать преступника. Дело в том, что она видит события, которые должны произойти, и она видела преступника и убийства. Немного погодя Вирна выступает в том же телешоу и её видит сам убийца.

## В ролях
- Перри Кинг — Пол «Мак» Маккормак
- Норман Паркер — Ларри Викс
- Элизабет Кемп — Вирна Найтборн
- Кеннет МакМиллан — Коллум
- Джон Полито — Спорако
- Джо Мортон — Рич
- Антон Паган — Вилли Гонзалес
- Барбара Куинн — Мюриэл
- Томас ДеКарло — Тедди Галлахер
- Лу Бедфорд — Вернер Армстронг
- Оливия Негрон — Бетти Мерсер
- Хелена Кэрролл — бомжиха

## Съёмочная группа
- Режиссёр: Арманд Мастроянни
- Продюсер: Джозеф Берри, Роберт Ди милиа, Эдгар Лэнсбер
- Сценарист: Арманд Мастроянни